# Melocoton
Pistes de Melocoton
Saint-James Infirmary
(6) Any woman's blues
(8)
Melocoton est une chanson de l'autrice-compositrice-interprète Colette Magny qu'elle enregistre en 1963, et qui est reprise dans les années 1990 et 2020 par plusieurs artistes, dont la chanteuse belge Axelle Red.
Ce titre est également celui d'un album de quatorze chansons interprétées par Colette Magny et distribué en 1965.

## Historique et contexte

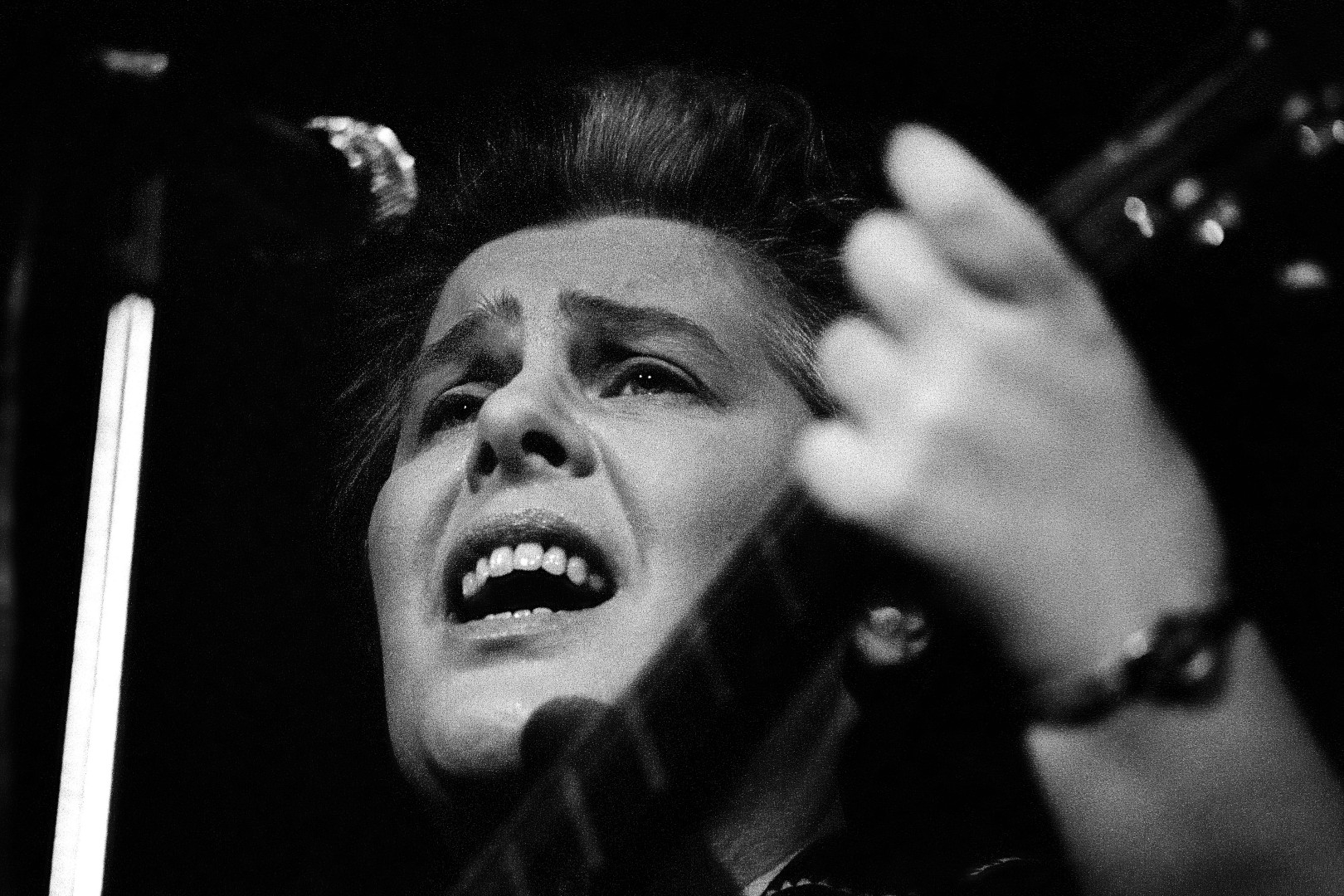
Colette Magny.

La chanson est tout d'abord publiée en 1963 par les disques CBS en tant que titre principal accompagné de trois autres morceaux (Basin Street blues, Co-opération et Nobody knows when you're down and out) sur un super 45 tours.
La même année, le passage de Colette Magny au Petit Conservatoire de Mireille, lui offre une notoriété fulgurante et le succès de Melocoton la propulse au hit-parade, tandis que sa popularité lui permet d'assurer la première partie de la chanteuse Sylvie Vartan à l’Olympia, où, avec son « aimable comptine », « elle séduit de façon inattendue le public venu entendre la jeune chanteuse yéyé. »
Considérée comme son principal « tube », notamment par Louis-Jean Calvet, dans son livre Cent ans de chansons françaises, la chanson sera ensuite distribuée en 1965 dans un album au titre identique et dont elle est le septième enregistrement. Selon Périne Lecoy, nièce de Colette Magny, le texte évoque sa famille et plus particulièrement les neveux de Colette Magny.

## Le thème
La chanson se présente sous la forme d'une étrange comptine énoncée par deux enfants dans laquelle Colette Magny évoque sa mère et ses neveux Périne, Christophe, Benoît et Grégoire, ces deux derniers apparaissant dès la première strophe sous les noms de Melocoton et Boule d'or :

« Melocoton et Boule d'or,

Deux gosses dans un jardin »

Boule d'or ne cesse de poser des questions sur les membres de sa famille plus âgés sous des formes très directes, auxquelles Melocoton (son frère) répond à chaque fois par une courte phrase servant de refrain :

« J'en sais rien, viens, 
donne-moi la main »

strophe répétée de nombreuses fois par la chanteuse, ce qui caractérise ce titre et lui donne son aspect particulier.

## Analyse
Accompagnée sur l'enregistrement par le guitariste américain de blues Mickey Baker, Colette Magny, connue pour ses chansons contestataires mais aussi pour ses reprises de blues contemporains, sort de son répertoire habituel avec cette comptine familiale, « qu’un passage à la télévision — au Petit Conservatoire de Mireille — avait suffi à immortaliser » en 1963,.

## Présentation de l'albumMelocoton
Cet album, édité par CBS en 1965 (et réédité par Sony en 2000) comprend quatorze chansons, la chanson éponyme constituant le septième morceau :

## Reprises et postérité

### Interprètes

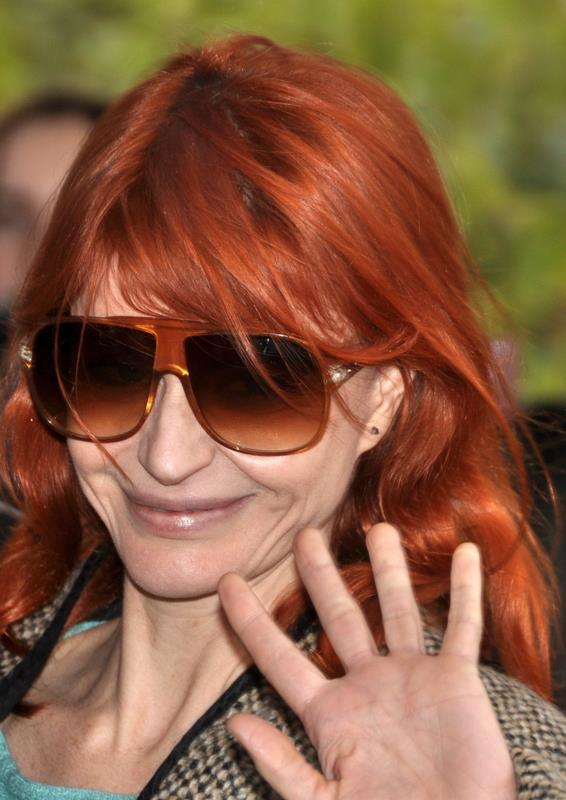
Axelle Red.

- Catherine Ribeiro, dans son CD promotionnel Vivre libre, sorti en 1995.
- Allain Leprest, dans son album Nu, sorti en 1998.
- Axelle Red, dans son album Un cœur comme le mien, sorti en 2011[12]. Lors d'une interview consacrée à la reprise de la chanson dans son album enregistré à Woodstock aux États-Unis, l'artiste belge compare Colette Magny à la chanteuse américaine Joan Baez. Le fait que, selon elle, aucune chanson de son répertoire n'ait été reprise l'a incitée à ajouter Melocoton dans cet album[13].
- Hervé Vilard, dans son album Hervé Vilard et nous..., sorti en 2015.

### Bande originale de film
En 2018, la chanson sert d'accompagnement musical à une scène du film L'Ordre des médecins, un drame français réalisé par David Roux, et est reprise dans le générique final.